# Heinrich Willi
Heinrich Willi, född 3 mars 1900, död 16 februari 1971, var en schweizisk barnläkare.
Willi studerade medicin i Zürich och tog sin första examen 1925; därefter var han en tid verksam vid Zürichs institut för patologisk anatomi. Från 1928 arbetade han under Guido Fanconi vid Zürich barnsjukhus. År 1936 avlade han doktorsexamen och året därpå efterträdde han Bernheim-Karrer som professor.
Willis speciella intresse var neonatalogi. Tillsammans med Andrea Prader har han givit namn åt Prader-Willis syndrom.
Han hittade sin sista viloplats på Flunterns kyrkogård. Även hans hustru Marie Louise, född Chuard (1904–1990), ligger begravd i graven.